# 壁鎖
壁鎖，又稱為鐵剪刀，荷蘭文為muurankers，是一種建築構件。通常由外牆上錨件（washer），以及深入牆體連結楹檩的嵌件（tie rod）兩部分構成。:36-41壁鎖最初的目的欲防止插入牆體的楹檩滑移。在臺灣，除具備構造作用外，亦發展成為漢人傳統建築山牆的裝飾，:73一般認為是由荷蘭人所引入。

## 歷史與分佈

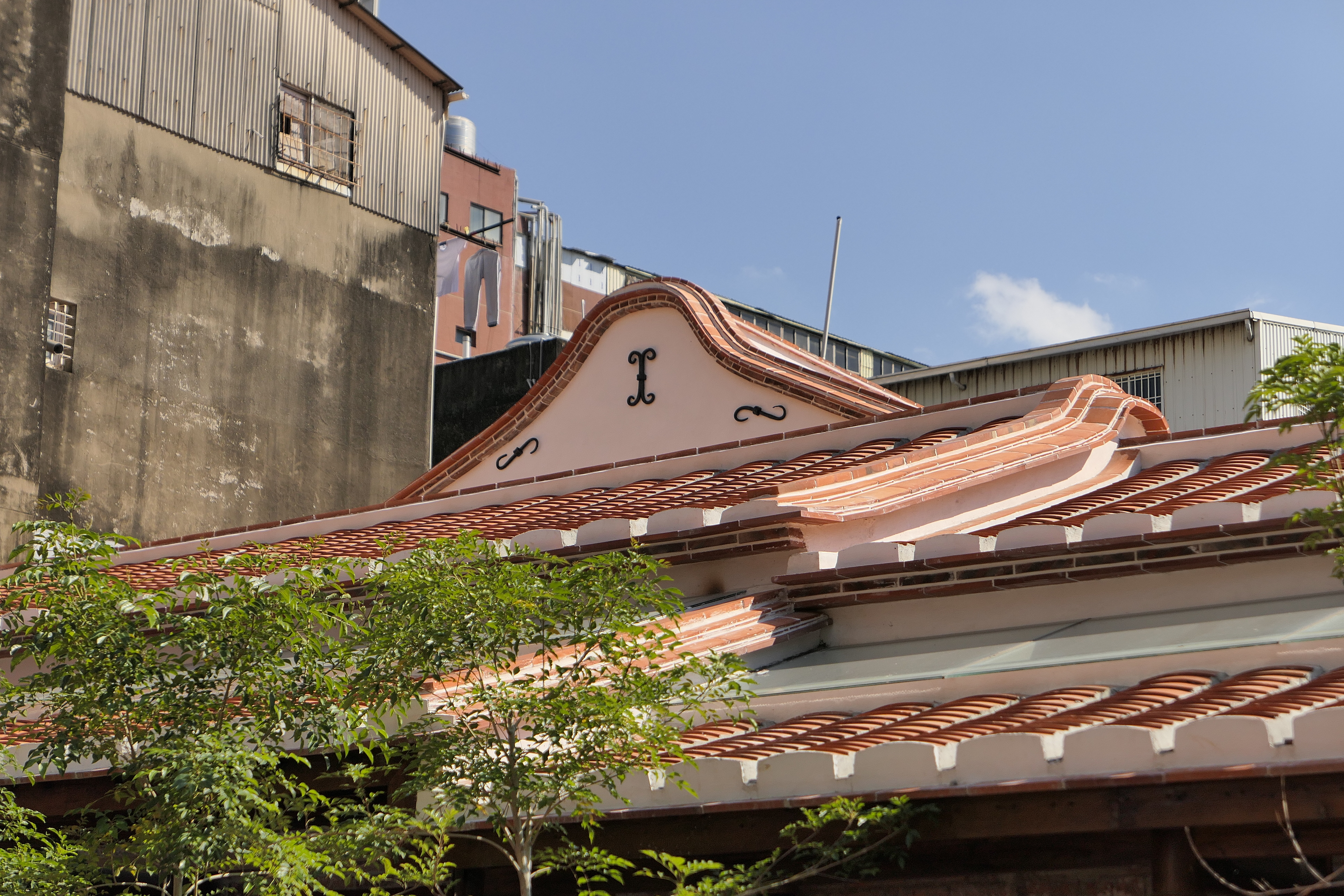
陳世興宅壁鎖

壁鎖源於歐洲，自13世紀起即有壁鎖構造之應用。建築史學者O' Neil（1953）認為壁鎖應源自荷蘭等低地國家，相關地區因基礎相對不穩定，建築物容易出現不均勻沉陷狀況，壁鎖即用來錨定楹檩與磚牆，避免楹檩因牆體沉陷而掉落。:26-27除了荷蘭之外，目前在法國、英國、芬蘭、挪威、迦納、南非、加拿大、美國、印尼、中國大陸、臺灣等地，均可見到這樣的構造。:27-34
位於熱蘭遮堡遺蹟（原臺灣城殘蹟）上的壁鎖痕跡，應是臺灣目前所知最早的壁鎖案例，為荷蘭時期留存下來的建築遺構。基於壁鎖的構造作用，其應用必然伴隨磚構造建築之出現。根據荷蘭時期與清初文獻，可知臺灣的多數建築屋身均為竹、木構造，屋頂則為茅草構造；自荷蘭時期以後，磚、瓦構造才逐漸在臺灣普及，連帶於建築構造中使用壁鎖。:66-67
除了熱蘭遮堡遺蹟之外，橫跨清領時期、日治時期、一直到戰後1950年代，均可見到應用壁鎖之建築案例，:108其中以位於臺南市的案例最多，如國定古蹟祀典武廟、大天后宮、以及臺南市市定古蹟水仙宮、興濟宮、西華堂、海山館、陳世興宅、麻豆大埕郭舉人宅、麻豆林家三房祖厝、鹽水八角樓、麻豆護濟宮、鐵線橋通濟宮等，另外在臺南市中心區、新化、善化、六甲、官田、麻豆、下營、柳營、新營、鹽水等行政區之民宅，以及屏東、嘉義、雲林、彰化等地，亦有壁鎖之應用。:101-315:94-161但愈往後期，壁鎖的尺寸愈趨小巧，李志祥、許淑娟（2021）認為，其作用可能由原本的「補強構造」轉變為「警訊裝置」，當壁鎖出現變形甚至斷裂時，可及時提醒屋主檢修房屋構造，進而延長建築壽命。:327-328

## 壁鎖形式

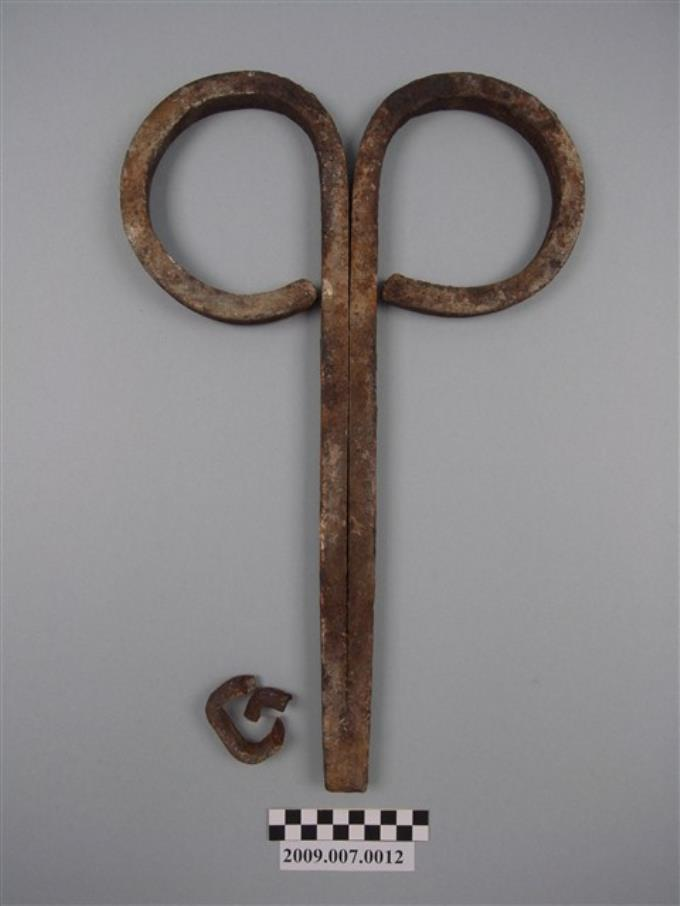
壁鎖局部構件

臺灣目前所知的壁鎖，依外牆上錨件造型，可區分為T、I、X、S、W幾種造型：
1. T型：錨件的基本造型為T型，由兩根鐵件組合而成，並將下端併攏，上端呈羊角或捲弧狀，使整體呈T字樣貌。根據李志祥、許淑娟（2021）的調查經驗，此型為臺灣壁鎖類型中，最富變化者。其中X型，即由T型變化而來。[1]:89-93
2. I型：I型是各種壁鎖造型中相對簡單者，其中一種作法是由一根鐵件釘入牆體，外露部分直接向下折成I型。另一種作法則是以一根鐵件穿入嵌件露出於牆體外的扣環即可。後者的作法可衍伸為S及W型。[1]:93-94
3. X型：不同於T型的下端將兩根鐵件併攏，當將下端的兩根鐵件如同上端展開，即呈X型。 [1]:97-98
4. S型：由I型變化而來，乃將穿入扣環的鐵件前、後兩端作彎折，即形成S型之樣貌。[1]:94-97
5. W型：較S型錨件再多一次彎折，即成為W型。[1]:99-100

## 地區差異
在臺灣及中國大陸，因金屬材料相對昂貴，非一般家庭可以消費，因此，在建築物上的壁鎖，除具備構造功能之外，亦帶有彰顯社會地位與財富的另一層意義。:216但兩地在壁鎖名稱、用材與造型上，仍有部分差異。
1. 臺灣：壁鎖在臺灣又有「鐵剪刀」、「鐵絞刀」、「鐵絞刀尺」、「鐵家刀」等名稱或寫法，主要指稱T型壁鎖，以其造型類似剪刀。因剪刀造型在道教與文化中具有辟邪意義，以上述名稱稱呼壁鎖，即賦予壁鎖在建築文化上之意義。[2]:216
2. 中國大陸：在中國大陸，江蘇、上海、山西等地對於壁鎖各有不同的稱呼，如「螞蝗攀」、「鐵釟」、「鐵壁虎」、「牆耙子」等。在當地，壁鎖不僅只見於山牆，在建築的背牆、檻牆等位置亦可見到。用材除了銅、鐵等金屬原料外，亦有使用木材的案例。除此之外，利用壁鎖嵌件可變化之特性，在中國大陸地區亦衍生出卍字型、壽字型、十字型、金剛杵型，而賦予壁鎖辟邪、祈福招祥之文化性意義。[2]:204-207